# Deskati (gmina)
Deskati (gr. Δήμος Δεσκάτης, Dimos Deskatis) – gmina w Grecji, w administracji zdecentralizowanej Epir-Macedonia Zachodnia, w regionie Macedonia Zachodnia, w jednostce regionalnej Grewena. W 2011 roku liczyła 5852 mieszkańców. Powstała 1 stycznia 2011 roku w wyniku połączenia dotychczasowych gmin Deskati i Chasia. Siedzibą gminy jest Deskati.